# Stance, Vranje
Stance (izvirno srbsko Станце) je naselje v Srbiji, ki upravno spada pod Mesto Vranje; slednja pa je del Pčinjskega upravnega okraja.

## Demografija
V naselju živi 90 polnoletnih prebivalcev, pri čemer je njihova povprečna starost 41,9 let (40,1 pri moških in 44,3 pri ženskah). Naselje ima 32 gospodinjstev, pri čemer je povprečno število članov na gospodinjstvo 3,53.
To naselje je popolnoma srbsko (glede na rezultate popisa iz leta 2002), a v času zadnjih treh popisov je opazno zmanjšanje števila prebivalcev.
|  |

| Demografija | Demografija     | Demografija     |
| Leto        | Št. prebivalcev | Št. prebivalcev |
| ----------- | --------------- | --------------- |
|             |                 |                 |
|             |                 |                 |
|             |                 |                 |
|             |                 |                 |
| 1948        | 287             |                 |
| 1953        | 298             |                 |
| 1961        | 270             |                 |
| 1971        | 210             |                 |
| 1981        | 160             |                 |
| 1991        | 129             | 128             |
| 2002        | 113             | 113             |
|             |                 |                 |

| Etnična sestava po popisu iz leta 2002 | Etnična sestava po popisu iz leta 2002 | Etnična sestava po popisu iz leta 2002 | Etnična sestava po popisu iz leta 2002 | Etnična sestava po popisu iz leta 2002 |
| -------------------------------------- | -------------------------------------- | -------------------------------------- | -------------------------------------- | -------------------------------------- |
| Srbi                                   | Srbi                                   |                                        | 113                                    | 100,0%                                 |
| Neznano                                | Neznano                                |                                        | 0                                      | 0,0%                                   |